# Luis de Lezama Barañano
Luis de Lezama Barañano (Amurrio, Álava, 15 de junio de 1936-Madrid, 11 de enero de 2025) fue un sacerdote, empresario hostelero y escritor español. Estudió Bachiller en el Colegio de los Jesuitas de Bilbao. Inició el primer año de la licenciatura de Ingeniería. Licenciado en periodismo por la Universidad Complutense de Madrid en 1976. Diplomado en Dirección y Planificación por la Escuela de Hostelería de Lausanne (Suiza) en 1982. Fundador del restaurante la Taberna del Alabardero (Grupo Lezama), y uno de los precursores de la cadena COPE (con un Ondas en 1972 al mejor programa religioso). Desde 2008 estaba sumergido en un proyecto educativo de uno de los 50 colegios más innovadores del mundo, según la Organización para la Cooperación y el Desarrollo Económicos(OCDE); el Colegio Santa María la Blanca (Madrid).  

## Periodista
Luis de Lezama nace en una localidad vasca de Amurrio, en el seno de una familia humilde. Se traslada a Madrid para cursar sus estudios de Ciencias de la Información en la Universidad Complutense, llegándose a especializar en la rama de Imagen, Radio y TV.
En 1967 fomenta su experiencia como corresponsal durante la Guerra de los Seis Días, de la cual resulta herido de bala en los Altos del Golán (Siria). A partir de su visita al país hebreo, logra mantener una entrevista con Golda Meir, ex primera ministra de Israel, con el fin de hacer llegar a España el problema israelí.
En 1972, como periodista de la agencia EFE, viajó a Uruguay para entrevistar a 16 personas que habían sobrevivido a la tragedia aérea de la selección uruguaya de rugby. A la vez, realiza un reportaje sobre el movimiento de liberación Tupamaro uno de los pocos reportajes que ofrece la guerrilla uruguaya durante actividad.
Su trayectoria profesional se ha visto enmarcada dentro de los diversos medios de comunicación, llegando a participar en programas de radio como en la Cadena de Ondas Populares Española (COPE) y en la SER, lo que le propulsó a ser galardonado por el Premio Internacional Ondas en 1972.

## Sacerdote
A la edad de 18 años, comienza su grado de teología eclesiástica en Seminario Conciliar de Madrid y, posteriormente, llegando a ordenarse sacerdote en 1962.
Ejerce su primera tarea pastoral en Chinchón (Madrid) de 1962 a 1965 y posteriormente en el barrio madrileño de Vallecas de 1965 a 1968. Se gana el sobrenombre del "cura de los maletillas" por su apoyo a jóvenes aprendices de torero.
En los años posteriores será Superior en el seminario diocesano de Madrid y Secretario del Cardenal Vicente Enrique y Tarancón. 
Por otro lado, convive con jóvenes para promocionarles en las Escuelas de Formación Profesional con la ayuda de recoger papel y ropas usadas. Con ello nacerá el primer Albergue de la Juventud donde inicia un proceso original de reinserción por el trabajo comunitario. Estos jóvenes acabarán siendo los protagonistas de la fundación de la Taberna de Alabardero en 1974. Ese mismo año renuncia a sus cargos eclesiásticos para dedicarse a la actividad hostelera.
Será en 2006 cuando vuelva a ejercer de párroco junto al Cardenal Arzobispo D. Antonio María Rouco Varela, quien le propondrá iniciar la parroquia del PAU de Montecarmelo, situado en la zona norte de Madrid. Finalmente, este hará una mayor incisión en la construcción de un colegio, el Colegio Santa María la Blanca.

## Empresario y hostelero
Dueño del Grupo empresarial de hostelería Lezama o Grupo Lezama el cual está compuesto por 22 restaurantes ubicados en distintas ciudades, como Madrid, Marbella, Washington, Seattle o Sevilla. Este grupo nace a partir de un albergue de Vallecas, en donde se alojaban jóvenes marginados. Todo ello con el fin de formarles profesionalmente y lanzarles al mundo laboral en la Taberna de Alabardero (1974). Para crear una entidad jurídico apropiado a estos fines de tipo social crea la Fundación Iruaritz Lezama. 

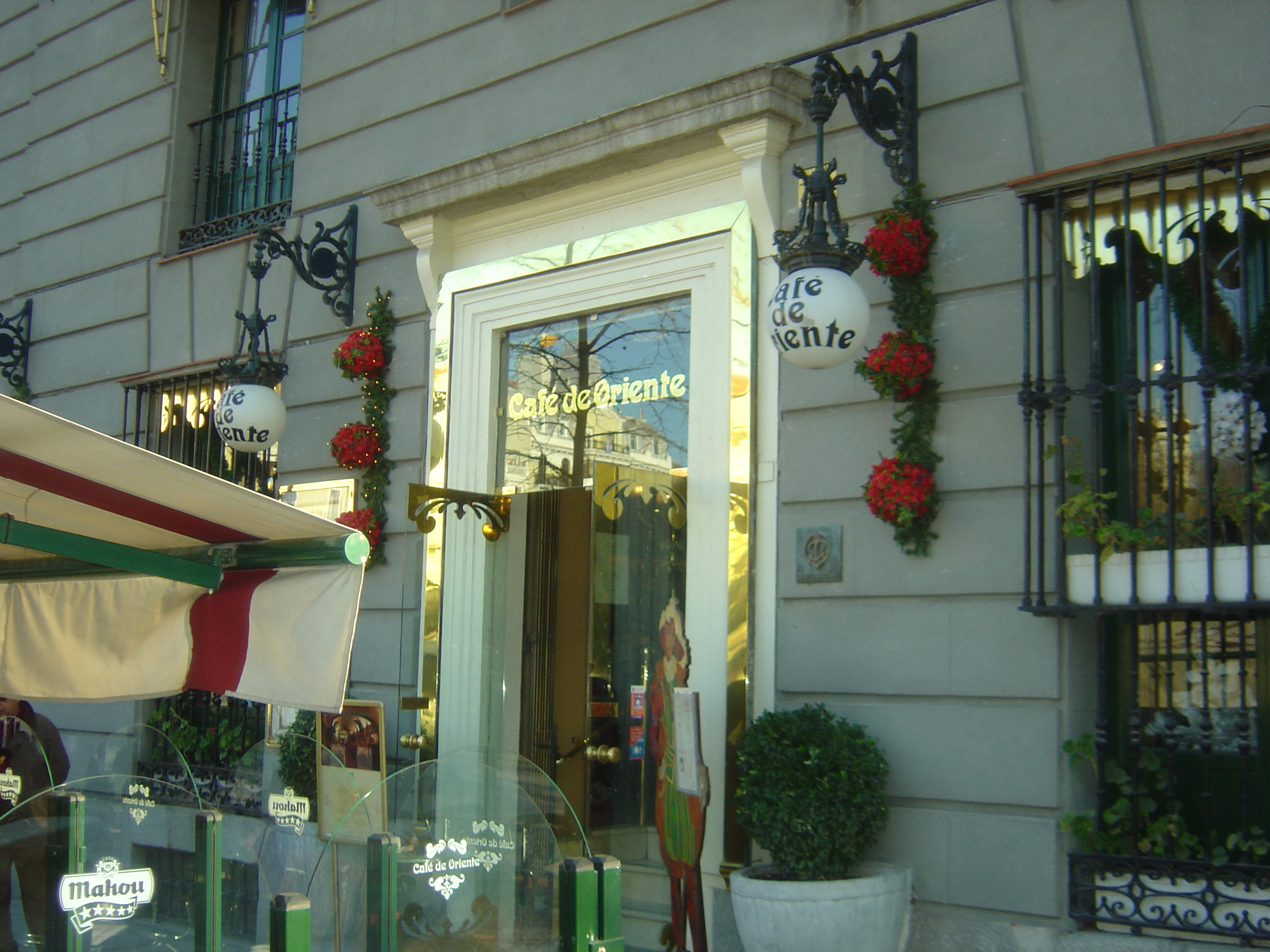
Restaurante Café de Oriente situado en la Plaza de Oriente, Madrid

Será en 1983 cuando amplíe su cartera hostelera con la inauguración del Café de Oriente, situado en la Plaza de Oriente de Madrid. Años más tarde comenzará su expansión internacional, llevando la Taberna de Alabardero a Washington D.C, exactamente a escasos metros de la Casa Blanca, a donde acuden numerosas personalidades estadounidenses como el ex primera dama Michelle Obama.
Desde 1992 estos jóvenes fundadores han conseguido una experiencia profesional por la labor de formación, además regentan los servicios hosteleros que va creando la Fundación como los del Palacio del Senado y Palacio Real de Oriente en Madrid y se ocupan de los eventos nacionales e internacionales que allí convoca el Gobierno de la Nación, como la cumbre de Jefes de Estado Iberoamericanos.
Será en 1993 cuando inaugure la Escuela Superior de Hostelería y Turismo de Sevilla, considerada por la EURHODIP (Asociación de Escuelas de Hostelería de la Comunidad de Económica Europea) como la mejor escuela hostelera del 2000. Además, en 2017 será nombrado presidente de esta Asociación por el periodo de tres años.
En 2007 creó con los Estudios Superiores Abiertos de Hostelería (ESAH)  en Zaragoza un nuevo proyecto educativo para ofrecer la formación presencial que el Grupo Lezama imparte a través de la Escuela Superior de Hostelería de Sevilla, utilizando la metodología en línea. En 2014 abre la sucursal en México D.F y Miami.
Además del sector gastronómico cuenta con diversos hospedajes, entre ellos el Hotel Taberna del Alabardero (Sevilla), Alabardero Resort (Marbella) y Caserío Iruaritz (Lezama, Álava).

## Formación y enseñanza
En 2006 el Cardenal de Madrid Antonio María Rouco Varela le propone crear una parroquia en el barrio madrileño de Montecarmelo, pero Don Luis de Lezama se inclinará por iniciar un proyecto educativo con la creación del colegio concertado Santa María la Blanca.
En 2009 el colegio se pone en marcha con un proyecto de innovación educativa denominado Proyecto EBI. Este proyecto tendrá como objetivo que sus alumnos se responsabilicen sus tareas de forma individual y personalizada desde el origen de sus estudios, proporcionando libertad a la hora de la realización de sus obligaciones. Los estudiantes descubren por sí mismos a partir sus conocimientos previos y de las orientaciones de los docentes con el fin de fomentar sus competencias emprendedoras.
Este sistema se apoya en las Nuevas Tecnologías de la Información (TIC) y son utilizadas como una potente herramienta de trabajo colaborativo para estudiantes y profesores. Además, la plataforma cuenta con el apoyo de empresas como Microsoft, Telefónica y universidades extranjeras como Harvard, quienes sitúan a la institución como una referencia en cuanto a innovación educativa a nivel nacional e internacional.
El proyecto ha recibido visitas como la de Andreas Schleicher, director del informe PISA y experto en la OCDE, quien se interesó por cómo erradicar el verdadero problema por el que España consigue unos resultados tan pobres en los diferentes informes que pública el Programa Internacional para la Evaluación de Estudiantes (PISA). Este catalogó al colegio Santa Mª La Blanca como uno de los colegios más innovadores del mundo.
Actualmente este método educativo se encuentra en un proceso expansivo internacional llegando a implantarse en la República Dominicana y Estados Unidos, además de centros públicos de España.
A través del libro La escuela del futuro se resume cómo se innova y cómo se comparte y conecta el conocimiento dentro de este sistema. 
Falleció en la Clínica Universidad de Navarra (Madrid) a los 88 años.

## Condecoraciones
- En 1992 Premio ONDAS al mejor programa religioso
- El 20 de marzo de 1996 recibió del gobierno de España la Medalla de Oro al Mérito Turístico
- Fue nombrado Vasco Universal en 1998
- En 2001, premio por su primera novela Traje de luces de la Fundación Joselito de la Comunidad de Madrid
- Ha recibido en el año 2005 el título de doctor honoris causa por la Universidad de Providence en Rode Island (EE. UU.)
- En octubre de 2006 el Gobierno Español le ha concedido la Encomienda de la Orden de Isabel La Católica
- El Gobierno de la República de Francia quiso destacar su labor de intercambio y colaboración cultural con este país concediéndole en 1989 la orden del Mérito Civil de la que es Caballero de Honor
- También es Premio Nacional de Gastronomía “Marqués de Villena” 1991. Premio al mejor profesional “Marqués de Desio” de la Real Academia de Gastronomía Española 1991
- Premio Nacional de Gastronomía Extraordinario 2014
- Le Encomienda de la Orden Civil de Alfonso X El Sabio otorgada por el Gobierno de España el 5 de abril de 2017
- El Rector de la Russian International Academy for Tourism (RIAT), E. Trofimov, premia a Luis de Lezama como presidente de EURHODIP (The Leading Hotel Schools in Europe) el Honorary UNESCO-RIAT Badge "Tourism for Peace and Development" por su contribución en el desarrollo de relaciones internacionales relacionados con la formación de jóvenes altamente cualificados en el sector de turismo y hostelería el 10 de septiembre de 2018 en Moscú.

## Publicaciones
- Historias y recetas de mi taberna (1993), donde expresa sus vivencias como  hostelero. ISBN 9788428812030
- El trigo y la cizaña (1994), su inquietud y sus pensamientos como sacerdote  de su tiempo. ISBN 978-8428520171
- En Él está la vida (2000), comentarios a los Evangelios. ISBN 9788428522724
- Traje de luces (2001), ha sido premio de novela de la Fundación Joselito de  la Comunidad de Madrid. Refleja la vida de los muchachos que quieren ser  toreros. ISBN 9788423999415
- Hablemos de Dios (2003), constituye un expresivo análisis de la idea y  vivencia de Dios desde el realismo y la sociedad actual española, plagado de  anécdotas personales de amena lectura. ISBN 9788428817899
- La Rosa de David (2006), novela de concordia entre distintas culturas. ISBN 9788484338093
- Mori el gusano de seda (2009), cuento de niños. ISBN 9788493690656
- La cocina del Alabardero (2014), anecdotario de la Taberna del Alabardero. ISBN 9788415193562
- El Capitán del Arriluze (2015), Una biografía del marino Poli Barañano,  abuelo del autor, novelada en algunos de sus episodios. ISBN 9788401015403
- La escuela del futuro: el sistema educativo del colegio Santa María la Blanca (2017). ISBN 9788428831086